# Stripalbum
Een stripalbum of stripboek is een boek met een stripverhaal, een deel van een stripverhaal of meerdere stripverhalen. 
Stripalbums over eenzelfde persoon of groep personen worden soms als stripreeks uitgegeven. In de stripreeks worden de stripalbums opvolgend genummerd. In West-Europa bestaat een stripalbum meestal uit 48 of 56 bladzijden. Stripalbums worden uitgegeven met harde kaft (hardcover) of zachte kaft (softcover), op oblong- of op gewoon formaat.

## Geschiedenis
De eerste stripverhalen waren krantenstrips die halverwege de jaren dertig van de twintigste eeuw voor het eerst op grote schaal werden herdrukt in albums. De reguliere uitgifte van strips in albumvorm begon in Verenigde Staten vanaf 1933 in de vorm van comic en leidde daar tot de zogenaamde Golden Age van het stripverhaal. 
In West-Europa verschenen vanaf de jaren vijftig veelvuldig verhalen uit striptijdschriften als Kuifje, Robbedoes, de Sjors en Sjimmie en de Pep in albumvorm. In het Nederlandse taalgebied worden jaarlijks rond de 1000 verschillende nieuwe stripalbums uitgegeven. Stripalbums zijn een geliefd object voor verzamelaars.
Sinds het begin van de 21ste eeuw zijn de integrale uitgaven van stripalbums courant.